# Hawes Col
Der Hawes Col ist ein Gebirgspass auf Signy Island im Archipel der Südlichen Orkneyinseln. In den Gneiss Hills liegt er zwischen dem North Gneiss und dem South Gneiss.
Der Falkland Islands Dependencies Survey nahm 1947 und 1950 Vermessungen vor. Luftaufnahmen entstanden 1968 durch die Royal Navy. Das UK Antarctic Place-Names Committee benannte ihn 2004. Namensgeber ist Ian Hawes, Limnologe des British Antarctic Survey auf Signy Island in den Jahren 1979, 1980 und 1984.